# Korjo
Korjo (hangul: 고려; hanča: 高麗) bylo středověké království a současně korejská královská dynastie, kterou v roce 918 založil král Tchädžo. V roce 936 dynastie spojila Pozdní Tři království. Dynastie Korjo rozšířila v letech 936–943 hranice své říše na severu po dnešní Wonsan, v roce 993 po řeku Ja-lu a v roce 1374 již zabírala téměř celý Korejský poloostrov. Vládla mu až do roku 1392, kdy moc přebrala dynastie Čoson. Dynastie Korjo do té doby říši dominovala takřka nepřetržitě, jen v letech 1170–1270 vládli vojenští vůdcové. Na konci 13. století bylo království Korjo kvůli náporům Mongolů a jejich dynastie Jüan již značně oslabené. Přestože se v polovině 14. století podařilo králi Kongminovi své království zpod nadvlády Mongolů vyprostit, v roce 1392 dynastii svrhla vzpoura generála I Song-gjea. Království Korjo později dalo jméno modernímu exonymu „Korea“. Sám název Korjo je odvozen od jména Kogurja, tedy jednoho z Tří království, které říše považovala za své předchůdce. Pojem Korjo začal převažovat nad pojmem Kogurja v 5. století, za vlády krále Čangsua.

## Historie

### Vznik říše
Státu Silla se v roce 668 podařilo neúplné sjednocení Tří království. Koncem 9. století však Silla oslábla a ztratila kontrolu nad místními šlechtici. Země vstoupila do období občanské války a řady autonomistických povstání, které vedly Kung Je, Ki Hwon a Kjon Hwon. Kung Je založil Pozdní Kogurjo, jinak nazývané také Tchäbong či Madzín. Kjon Hwon založil stát zvaný Pozdní Päkče. Spolu s upadající Sillou jsou tyto tři útvary známy jako Pozdní Tři království.

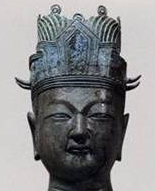
Wang Kon alias Tchädžo, zakladatel dynastie Korjo

Zakladatel dynastie Korjo, Wang Kon, pocházel z rodiny kogurjského obchodníka z města Songdo (dnešní Kesong). Jako generál vstoupil do služeb Pozdního Kogurju. V roce 918 se však Wang Kong rozhodl proti králi tohoto státu, Kung Jeovi, vzbouřit a svrhl ho. Sám se prohlásil králem a takto založil Království Korjo. Vládl pod jménem Tchädžo.
Korjo zaujalo k Sille přátelský, k Pozdnímu Päkče nepřátelský postoj. V roce 927 však Pozdní Päkče v dnešním Tägu uštědřilo Korjo porážku a král Tchädžo ztratil v bitvě své nejschopnější stoupence. Následující tři roky Pozdní Päkče Pozdním Třem královstvím dominovalo. Ale po prohře u Andongu v roce 930 ztratilo svou moc. Období Pozdních Tří království skončilo, když Korjo v roce 935 anektovalo Sillu a v roce 936 porazilo Pozdní Päkče. Tchädžo přesunul hlavní město do svého rodného města Kägjongu (Kesongu), ovšem zároveň zavedl systém několika hlavních měst, krom Kägjongu byly hlavními městy též Sokjong (dnešní Pchjongjang), Namkjong (dnešní Soul) a Tongkjong (dnešní Kjongdžu). Tchädžo se tak stal prvním králem, který vládl takřka celému Korejskému poloostrovu (Na korjském dvoře se ovšem mluvilo o císařství, ne království). Oženil se s dcerou ze sillské královské rodiny a většině šlechty dovolil nechat si své pozemky. V roce 937, rok po sjednocení Pozdních Tří království, utekla do Korjo většina vládnoucí třídy i poslední korunní princ království Palha, kde byli vřele přivítáni. Tchädžo přijal uprchlého prince do královské rodiny, čímž se sjednotily dvě následnické země Kogurja. Přestože sjednocenému státu Tchädžo vládl jen sedm let, než po jeho smrti nastoupil na trůn jeho syn, nástupnictví nebylo zpochybněno.

### Centralizace
S cílem posílit ústřední vládu přijal čtvrtý král Kwangdžong sérii zákonů, které mj. propustily na svobodu otroky (958) či zavedly zkoušky pro nábor státních úředníků. Aby byla moc dynastie prosazena i na mezinárodní úrovni, prohlásil Korjo císařství nezávislé na jakékoliv tehdejší zemi. Pátý král Kjongdžong zahájil pozemkovou reformu, která nesla název Čonsigwa. Šestý král Songdžong začal sám jmenovat úředníky v oblastech, které do té doby dosazovali místní šlechtici. V době vlády 11. krále Mundžonga měla už centrální vláda Korjo plnou autoritu a moc nad místní šlechtou.

### Korjsko-kitanská válka
Džurdženi v oblasti řeky Ja-lu (na sever od království Korjo) byli poddanými Korjo od dob vlády Tchädžonga, který si je podmanil v období válek Pozdních Tří království. Džurdženi vícekrát změnily své rozhodnutí, komu budou poslušní. Využívaly napětí mezi Korjo a dynastií Liao (Kitanci). Džurdženi korjskému dvoru nabídli poddanost, ale na oplátku očekávali značné dary. Když nebyli spokojeni, prováděli výpady, takže sever království Korjo byl takřka neobyvatelný. Podle kroniky Korjosa bylo roku 918 starobylé hlavní město Pchjongjang už dlouho v troskách a Džurdženi využívali okolí jako loviště. Proto Tchädžo nařídil svým poddaným město znovu osídlit a krátce nato poslal svého bratrance Wang Sik-rjoma, aby ho bránil.
V roce 993 napadla korjskou severozápadní hranici armáda kitanské dynastie Liao, jejíž velitel tvrdil, že měla 800 000 vojáků. Po vojenském patu vyjednal korjský diplomat So Hi mírovou smlouvu. Korjo souhlasilo, že ukončí spojenectví s dynastií Sung, přijme kalendář dynastie Liao a začne platit tribut. Na oplátku So Hi získal souhlas se začleněním území mezi hranicí Liaa a Korjo až k řece Ja-lu, které bylo v té době obývané právě kmeny Džurdženů. Odvolal se na to, že území v minulosti patřilo Kogurju, předchůdci Korja. Říše Liao se stáhla, ale Korjo, navzdory smlouvě, komunikaci s dynastií Sung nepřerušilo. Na nově získaných severních územích naopak hbitě vystavělo systém pevností.
V roce 1009 zahájil korjský generál Kang Co vzpouru vůči králi Mokdžongovi, jehož nakonec zabil a nastolil vojenskou vládu. V roce 1010 toho říše Liao využila a zaútočila se 400 000 vojáky. Oficiální zdůvodnění bylo, že chce pomstít zavražděného Mokdžonga, šlo však spíše o výraz nespokojenosti s výsledkem minulé invaze. Kang Co se prvnímu útoku Liaa ubránil, ale během druhého utrpěl porážku, byl zadržen a následně popraven. Dynastický král Hjondžong se formálně ujal vlády, ale ve skutečnosti musel prchnout do Nadžu, protože hlavní město bylo pleněné Kitanci. Ti nakonec ustoupili, když se jim nepodařilo získat žádnou lokální podporu a báli se protiútoku přeskupené korjské armády. Král Hjondžong následně žádal o mír, ale císař Liaa trval na tom, že se Korjo musí vzdát klíčových příhraničních oblastí na severu. Korjský dvůr tyto požadavky odmítl, což vedlo k desetiletí trvávajícímu nepřátelství, během kterého obě strany opevňovaly své hranice pro případ války. Říše Liao zaútočila na Korjo v letech 1015, 1016 a 1017, ale výsledky byly nerozhodné.
V roce 1018 Liao sestavilo stotisícové vojsko a chystalo se Korjo opět napadnout. V rámci příprav nařídil korjský generál Kang Kam-čchan, aby byla řeka Ja-lu na východ od Hunghwadžinu přehrazena. Když kitanští vojáci řeku překročili, Kang Kam-čchan otevřel hráz a napadl nepřítele s 12 000 jezdci. Využil momentu překvapení, způsobil Kitancům vážné ztráty a odřízl jim únikovou cestu. Kitanské vojsko se pokusilo o výpad ke hlavnímu městu, ale narazilo na tvrdý odpor a bylo nuceno se dát na ústup zpět na sever. Kang Kam-čchan a jeho vojáci na něj čekali u Kudžu, kde Kitance obklíčili a většinu zabili. Bitvu u Kudžu přežilo jen pár tisíc kitanských vojáků.
Koncem léta 1019 říše Liao shromáždila další velké vojsko, obě strany si však uvědomily, že dosáhnout rozhodujícího vítězství bude těžké. Král Hjondžong poslal v roce 1020 do Liaa delegaci s nabídkou, že Korjo obnoví platbu tributu a kitanský císař Šeng-Cung mu milostivě odpustil. Následně byl tributární vztah mezi Korjo a Liaem skutečně obnovený. Korjo načas dokonce pozastavilo své styky s dynastií Sung. Již počátkem 30. let je však neoficiálně obnovilo a každý rok přijímalo stovky sungských obchodních lodí.
Po odolání Liau zažilo Korjo zlatý věk, který trval sto let. V tomto období byl učiněn velký pokrok ve vývoji knihtisku, nastal rozkvět vzdělanosti, rozvíjela se filozofie, literatura, náboženství i věda. Roku 1100 v zemi již existovalo dvanáct univerzit, z nichž vycházely slavní učenci a vědci. V roce 1087 byla po mnoha letech práce dokončena první verze textů Tripitaka Koreana, soubor buddhistických kanonických textů vyrytých do 81 tisíc dřevěných destiček.
Džurdženi žijící severně od Korjo se podvolili korjským panovníkům a Korjo označovali za svou „mateřskou zemi“. Díky porážce Liaa v roce 1018 klan Wanjan z kmene Chejšuej Moche džurdženské kmeny sjednotil a vzrostla postupně znovu jejich nebezpečnost. V roce 1107 proto proti nim vedl korjský generál Jun Kwan nově vytvořenou armádu Pjolmuban složenou z přibližně 17 000 mužů. Válka trvala několik let, ale Džurdženi byli nakonec Jun Kwanem poraženi. Poté dal generál Jun severovýchodně od hranice postavit devět pevností. V roce 1108 dostal generál od nového krále Jedžonga rozkaz své vojsko stáhnout. Část dvora pracovala s teorií, že porážkou Džurdženů příliš vzrostla Junova moc, devět pevností by se mohlo stát jeho vojenskou základnou a mohl by ohrozit krále. Byl proto ze svého postu propuštěn. Junova opozice u dvora dokonce dosáhla toho, aby byly nové pohraniční pevnosti raději vydány Džurdženům, než aby je mohl využít Jun jako centrálu. Místo toho Korjo v letech 1033–1034 vybudovalo na ochranu před Džurdženy a Kitanci tzv. Dlouhou zeď.

### Spory a vzpoury
Ženy z rodu I z Indžu se tradičně stávaly manželkami korjských králů, a to od dob Mundžonga až po 17. krále Indžonga. Nakonec díky tomu získala rodina I větší moc než samotný panovník. To vedlo v roce 1126 k převratu I Ča-kjoma, který sice nebyl úspěšný, ale moc krále zeslábla a v Korjo vypukla mezi šlechtou občanská válka. Rozbuškou se stal návrh buddhistického mnicha Mjo Čchonga z roku 1135 na přesun hlavního města do Sokjongu (dnešní Pchjongjang). Tento návrh šlechtu rozdělil. Jedna frakce, kterou vedl Mjo Čchong, bojovala za přesun hlavního města a následnou expanzi do Mandžuska. Druhá, kterou vedl Kim Pu-sik (autor historického spisu Samguk Sagi), chtěla zachovat status quo. Mjo Čchongovi se krále přesvědčit nepodařilo. Vzbouřil se proto proti centrální moci a založil vlastní stát Tau. Ten však král dobyl a Mjo Čchong byl zabit.
Velkým problémem říše Korjo byla rovněž relativní autonomie armády, z níž pravidelně vzcházely vzpoury proti králi. V roce 1014 došlo k vojenskému převratu, ale vliv povstání netrval dlouho, což jen posílilo nespokojenost generálů s nadvládou civilních úředníků. Za vlády krále Uidžonga měli vojenští důstojníci zákaz vstupu na Radu bezpečnosti a ani v době státní nouze nesměli převzít velení. Po politickém chaosu našel Uidžong zálibu v navštěvování místních chrámů a studiu sútry, přičemž ho téměř vždy doprovázela velká skupina civilních úředníků. Vojenští důstojníci byli ignorováni a dokonce využíváni při stavbách chrámů a jezírek. To armáda nedokázala strpět. V roce 1170 skupina vojenských důstojníků vedená Čong Čung-Buem, I Ui-Bangem a I Gomem zahájila úspěšný převrat. Král Uidžong odešel do exilu a na trůn nastoupil Mjongdžong. Avšak skutečnou moc měli v rukou generálové, kteří ke kontrole trůnu využívali elitní stráž známou jako Tobang. V roce 1179 se k moci dostal mladý generál Kjong Da-sung. Začal usilovat o obnovení plné moci panovníka a očištění země od korupce. Kjong Da-sung ale v roce 1183 zemřel a jeho nástupcem se stal I Ui-min, který pocházel z nejnižší (otrocké) vrstvy Nobi. Jeho nespoutaná korupce a despotismus vedly k převratu generála Čchö Čchung-hona, který I Ui-mina zavraždil a v roce 1197 převzal nejvyšší moc. Následujících 61 let vládli příslušníci rodiny Čchö jako vojenští diktátoři, kteří krále udržovali jen jako loutkové panovníky. Nástupci Čchö Čchung-hona byli jeho syn Čchö U, vnuk Čchö Hang a pravnuk Čchö Ui.
Když Čchö Čchung-hon převzal kontrolu, přinutil Mjongdžonga sestoupit z trůnu a na místo krále dosadil Sindžonga. Od předchozích vojenských vůdců se lišil tím, že do jeho vlády se aktivně zapojili učenci, zejména premiér I Kju-bo, který byl konfuciánem. Po Sindžongově smrti protlačil Čchö na trůn jeho syna Hidžonga. Po sedmi letech se král pokusil o povstání, ale neúspěšně. Čchö si za něj následně našel náhradu, poddajného krále Kodžonga. I když se rodina Čchö obklopila věrnými a upevnila vnitřní moc, neustálé invaze Kitanců a Mongolů pustošily celou zemi, čehož výsledkem byl pokles síly vojenského režimu.

### Mongolská invaze
V roce 1216 napadli Korjo před Mongoly prchající Kitanci. Několikrát korjské vojsko porazili, dostali se až k branám hlavního města a s útoky pokračovali dále na jihu. Porazil je až korjský generál Kim Čchü-rjo, který je zatlačil zpět na sever až k Pchjonganu. Tam byly v roce 1219 zbylí Kitanci zničeni spojeneckými mongolsko-korjskými vojsky. Spojenectví však nevydrželo dlouho. V roce 1231 Mongolové Korjo napadli. V jejich čele stál chán Ögedej. V roce 1232 se královský dvůr přemístil na ostrov Kanghwa v zálivu Kjonggi. Mongolové následně provedly šest vojenských tažení, které zpustošily značnou část země. V letech 1253–1258 zahájili Mongolové za vlády chána Mongkola zničující invazi. Ztráty na životech civilního obyvatelstva byly obrovské, mj. i v důsledku hladomoru, což vyvolávalo spontánní lidový odboj proti Mongolům, který zase motivoval dvůr v Kanghwe se nevzdat. V březnu 1258 Kim Jun zavraždil diktátora Cho Uia. Tím skončila diktatura jeho vojenské skupiny a k moci se dostali učenci, kteří trvali na uzavření míru s Mongolskem. Korjo tedy v roce 1259, po třiceti letech odporu, požádalo o mír. Vyslalo do Renminbi, sídla mongolské říše, svého korunního prince Wondžonga, aby Mongolům přislíbil věrnost. Chán Kublaj souhlasil a prince oženil s jednou ze svých dcer. Někteří vojenští důstojníci, kteří se odmítali vzdát, rozpoutali povstání Sambjolčchoi a bránili se na ostrovech na jižním pobřeží Korejského poloostrova.
Navzdory tomu se po roce 1270 Korjo stalo klientským státem dynastie Jüan. Mongoly a dynastii Korjo spojily sňatky. Z Korjo se na přibližně 80 let stal tzv. „qada“ (manželské spojenectví založené na vazalství jedné strany). Korjští panovníci byli převážně chánovi zeťové (churegen). Poslední jüanskou císařovnou byla korjská princezna. Korjo žilo pod jüanskou nadvládou, dokud král Kongmin nezačal v 50. letech mongolské posádky vytlačovat. Do roku 1356 získalo Korjo své ztracené území na severu.

### Poslední vzmach a pád

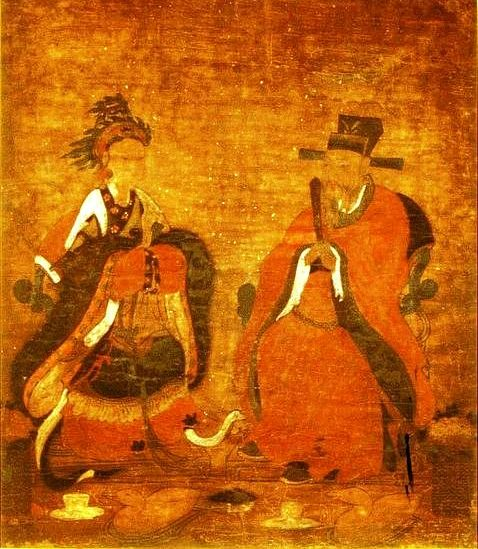
Král Kongmin a královna Noguk

Když král Kongmin nastoupil na trůn, Korjo bylo pod nadvládou dynastie Jüan. Předtím však byl nucen strávit mnoho let na jüanském dvoře, kam byl poslán v roce 1341 téměř jako vězeň. Oženil se s mongolskou princeznou, královnou Noguk. V polovině 14. století se moc Jüanů začala rozpadat a krátce nato je v roce 1368 nahradila dynastie Ming. Král Kongmin vycítil příležitost a začal usilovat o obnovu korjské suverenity.
Prvním krokem bylo propuštění všech promongolských aristokratů a vojenských důstojníků z jejich postů. Mongolové odpověděli nájezdy. Anektovali severní území Korjo a začlenili je do své říše jako prefektury Ssangsong a Tongnjong. Korjská armáda tato území znovu získala, částečně i díky zběhnutí I Ča-čchuna, korjského úředníka na nižším postu v mongolských službách v Ssangsongu, a jeho syna I Song-gjeho, který se stal kjorským generálem a vedl vojenské tažení do Liao-jangu.
Po smrti své manželky Noguk v roce 1365 upadl Kongmin do deprese. Nakonec se stal vůči politice zcela lhostejným a tuto velkou roli svěřil buddhistickému mnichovi Sin Donovi. Ten však po šesti letech o svou pozici přišel. V roce 1374 Kongmina zavraždil Cho Man-Sang.
V těchto bouřlivých časech si Korjo v roce 1356 dočasně podmanilo Liao-jang a v letech 1359 a 1360 odrazilo dva velké nájezdy Červených turbanů. Korjo zvládlo i poslední pokus Mongolů o obnovu nadvlády, když v roce 1364 generál Cho Jong porazil mongolský kmen Tumenů. V 80. letech obrátilo Korjo svou pozornost na hrozbu pirátské skupiny Wo-kchou. Na zničení stovek pirátských lodí využilo námořní dělostřelectvo vytvořeného Cho Mu-Sonomem.
V roce 1388 plánovali král U (syn krále Kongmina a jeho konkubíny) a generál Cho Jong tažení s cílem napadnout město Liao-jang. Král U to dal na starost generálovi I Song-gjemu, ten se však na hranicích zastavil a vzbouřil. Obrátil svou armádu a zaútočil na vlastní hlavní město. Korjo padlo do rukou generála I Song-gjeho, který usmrtil posledního z korjských králů, zmocnil se trůnu a v roce 1392 založil dynastii Čoson. To byl konec dynastie Korjo i jejich stejnojmenného státu.